# Kloster Mildenfurth

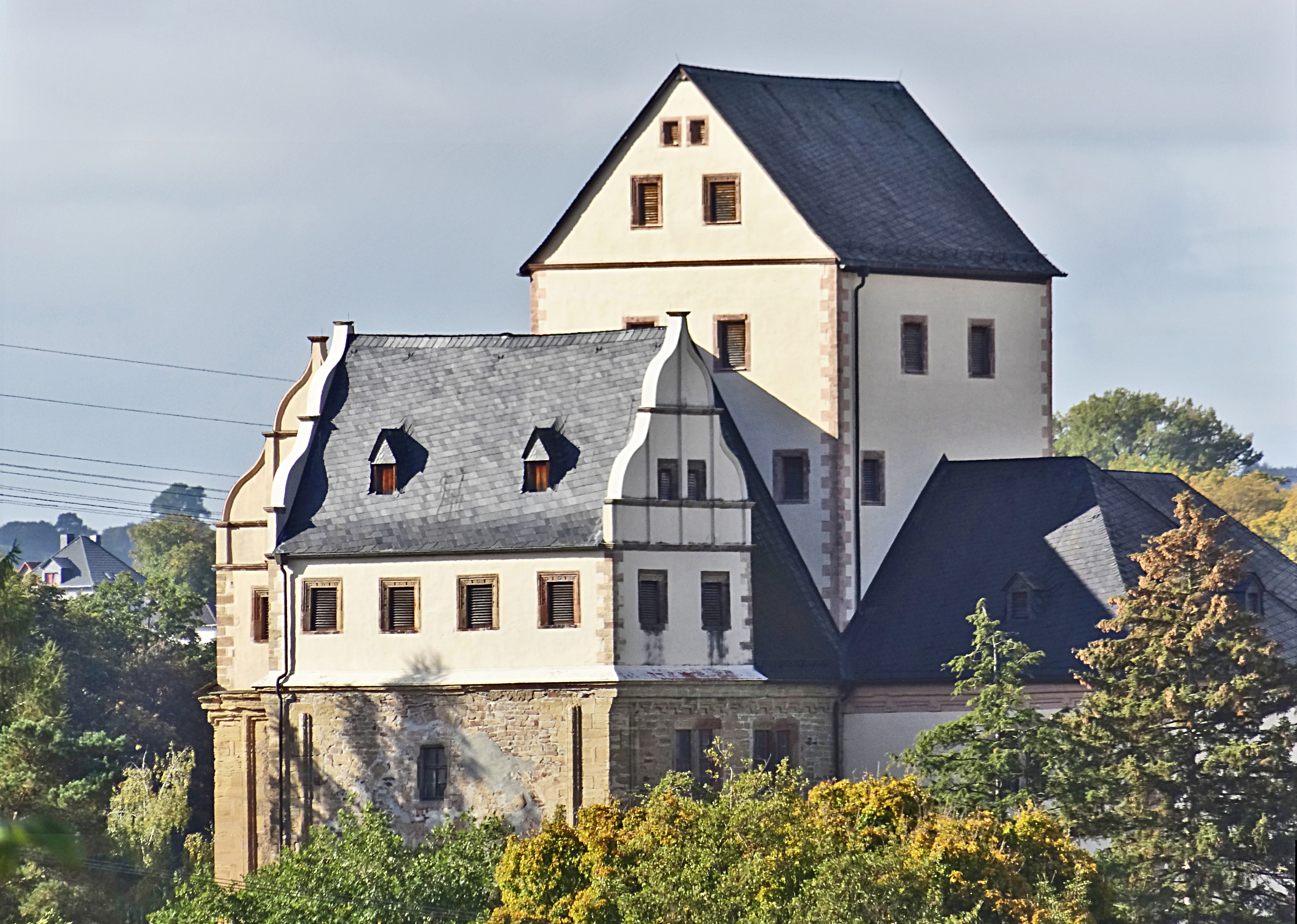
Kloster Mildenfurth (2022)

Das Kloster Mildenfurth (BMV und hl. Vitus) ist ein ehemaliges Prämonstratenser-Chorherrenstift im Ortsteil Mildenfurth der Stadt Berga-Wünschendorf im Landkreis Greiz in Thüringen. 1193 gegründet, wurde es nach der Reformation 1543 aufgehoben. Die romanische Stiftskirche wurde ab 1544 zu einem Renaissanceschloss umgebaut. Das Schloss diente dann lange Zeit als sächsisches Kammergut.

## Geschichte
Das Kloster wurde als Prämonstratenser-Propstei im Jahr 1193 von Heinrich II. „dem Reichen“, Vogt von Weida († um 1209), im Tal der Weida als Hauskloster und Grablege gegründet. Die ersten Chorherren kamen aus dem Liebfrauenstift in Magdeburg und betreuten später acht Pfarreien und ein Hospital. Um 1200 entstand die romanische Stiftskirche, von der noch einige Teile erhalten sind. Es handelte sich um eine dreischiffige Basilika im gebundenen System mit Staffelchor. Südlich schloss sich der Kreuzgang an. Dessen Südflügel mit dem angrenzenden Refektorium ist in Teilen erhalten. Teilweise ist das Gelände noch von einer sehr hohen und wehrhaften Mauer mit Schießscharten und romanischem Eingangstor umgeben.
Im Jahr 1313 scheiterte der Versuch sich dem Zisterzienserorden anzuschließen. Mildenfurth blieb prämonstratensisch und schloss sich 1457 mit 33 Chorherren der Ordensreform an. Als Folge des Vogtländischen Kriegs kam die Herrschaft Weida 1354 unter die Lehnsherrschaft der Wettiner. In der Zeit von 1410 bis 1427 fiel das Gebiet durch Tausch an die wettinischen Markgrafen von Meißen. Zwischen 1436 und 1440 weilte Sigismund von Sachsen im Kloster, der sich dadurch einer Nonne, in die er sich verliebt hatte, näher fühlte.

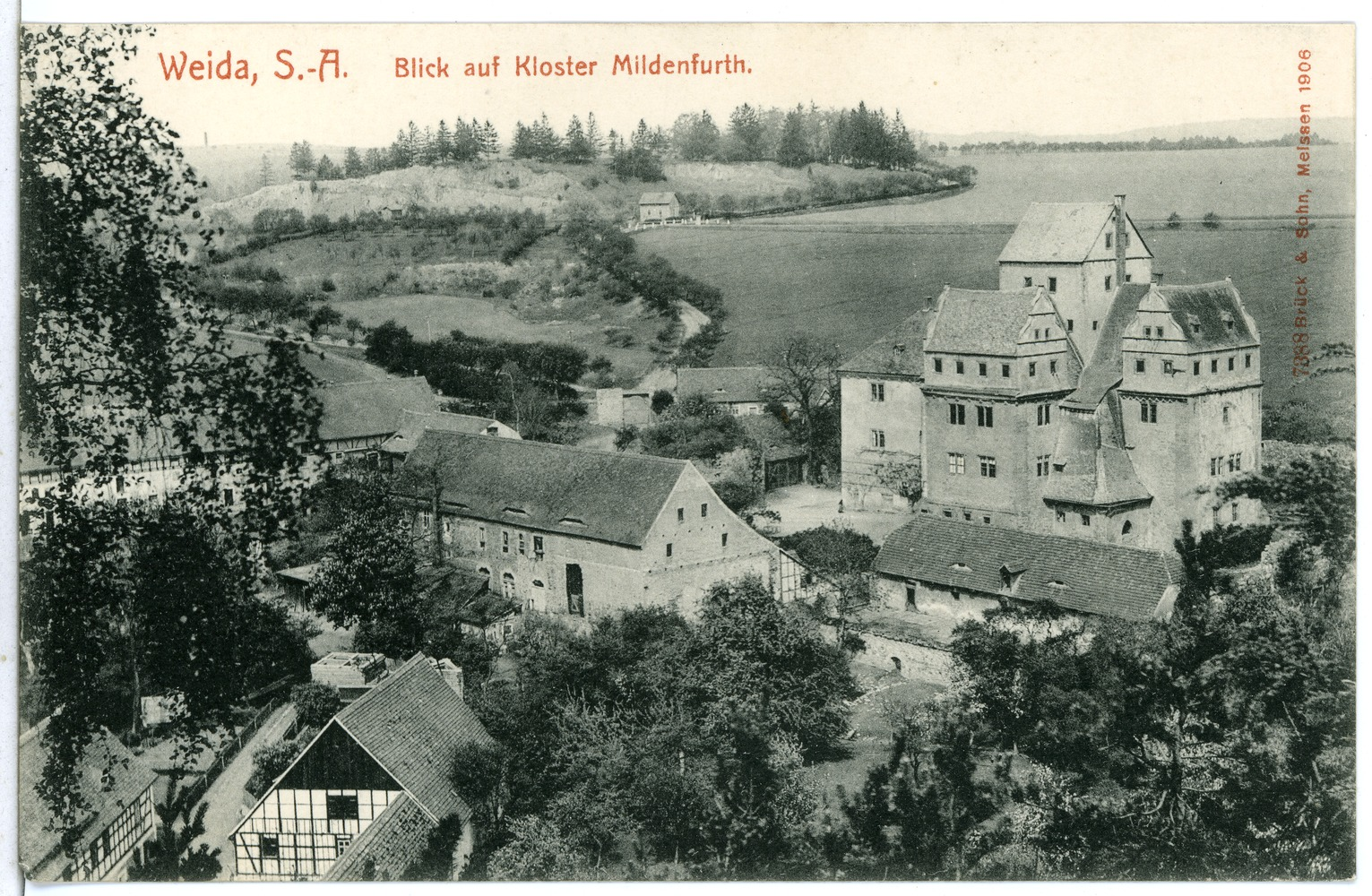
Das Kloster (1906)

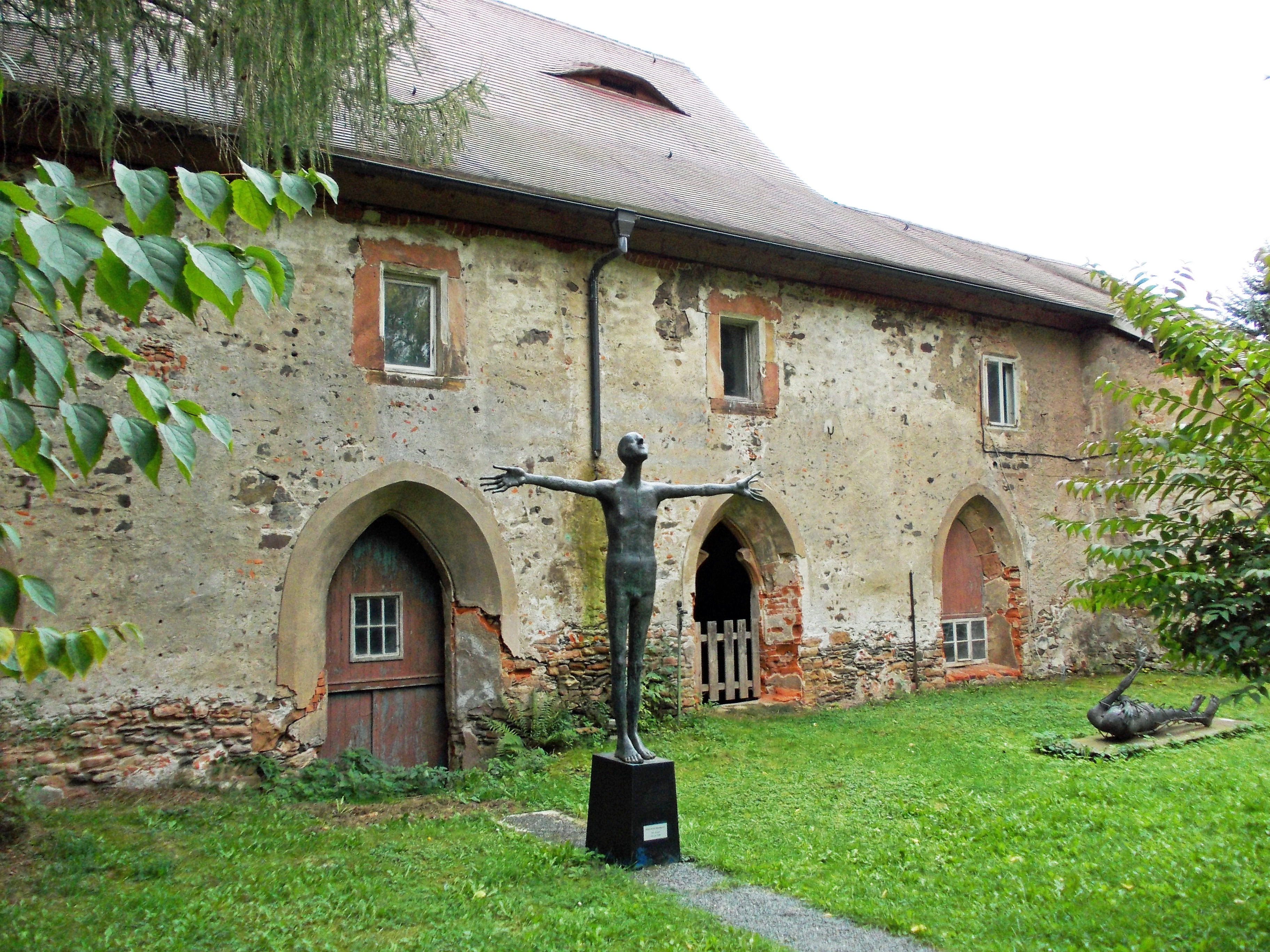
Kreuzgang und Skulpturengarten

1526 wurde im Land die Reformation eingeführt, die bis 1543 zur Aufhebung des Stiftes führte. Zuletzt lebten noch zehn Prämonstratenser unter Propst Konrad Berger bis 1529 im Kloster. Am 1. Mai 1544 wurde das säkularisierte Kloster samt Ländereien an den Coburger Festungshauptmann Matthes von Wallenrod verkauft. Dieser war ein Berater des Kurfürsten Johann Friedrich I. des Großmütigen, der ihm 1540 bereits das säkularisierte Kloster Georgenberg in Bad Rodach geschenkt hatte. 
Wallenrod ließ die romanische Stiftskirche ab 1556 zum Renaissanceschloss umbauen und die Klostergebäude teilweise abreißen. Der westliche Teil des Mittelschiffs und die Seitenschiffe wurden abgetragen. Unter Verwendung der Außenwände des Querhauses und zweier Joche des Mittelschiffs entstand das Schloss auf kreuzförmigem Grundriss. Der Hauptchor und Teile des Langhauses wurden somit in den Schlossbau integriert. Das Westwerk trug man ab, nur das Erdgeschoss mit dem ehemaligen Hauptportal blieb erhalten. In der gewölbten Eingangshalle sind noch Reste der Vierungspfeiler zu erkennen, in einem angrenzenden Raum Kapitelle. Am Gebäuderest des Refektoriums sind noch Ansätze des Kreuzgangs zu sehen, mit einigen spätgotischen Fenstern an der Südseite. Zwerchhäuser mit Schmuckgiebeln wurden angebracht. Im Inneren wurden Zwischendecken mit Gewölben eingebaut. Im ersten Obergeschoss entstand ein Festsaal mit Kamin, in beiden Obergeschossen repräsentative Wohnräume. 
Ab 1617 war das Schloss nach Erwerb durch Kurfürst Johann Georg I. Jagdschloss und wurde später sächsisches Kammergut, das Amt Mildenfurth wurde errichtet. 1816 bis 1918 gehörte Mildenfurth samt Gut und Schloss zum Großherzogtum Sachsen-Weimar-Eisenach und wurde 1918 durch das Land Thüringen übernommen. Verschiedene Nutzungen folgten von 1945 bis 1988, so als Altenheim und Obstlager.
Die Mildenfurther Klostermühle wurde 1260 erstmals urkundlich genannt. Ein 1500 Meter langer Mühlengraben ab dem Krähenholz versorgte die Mühle mit Wasser. Die ehemalige Wassermühle liegt außerhalb des einstigen Klostergeländes. 1995 drehten sich noch die Maschinen der Mühle für die Agrargenossenschaft Köckritz zur Mischfutterproduktion. Nach der Modernisierung wurde am 30. Oktober 1999 die Mischfutterproduktion eingestellt.
Das Kloster wird vom Künstlerehepaar Volkmar Kühn und Marita Kühn-Leihbecher seit 1992 als Ausstellungsfläche und seit 2007 als Galerie genutzt. Die Anlage gehört seit 1995 zu den Objekten der Stiftung Thüringer Schlösser und Gärten und wird restauriert.
Der Arbeitskreis „Kunst und Kultur Kloster Mildenfurth“ veranstaltet Konzerte, Theateraufführungen und Buchlesungen in den alten Klostermauern. Das kleine Tonnengewölbe lädt regelmäßig zu Ausstellungen neuzeitlicher bildender Künstler ein. Im Klostergarten haben Plastiken von Volkmar Kühn ihren ständigen Platz gefunden.

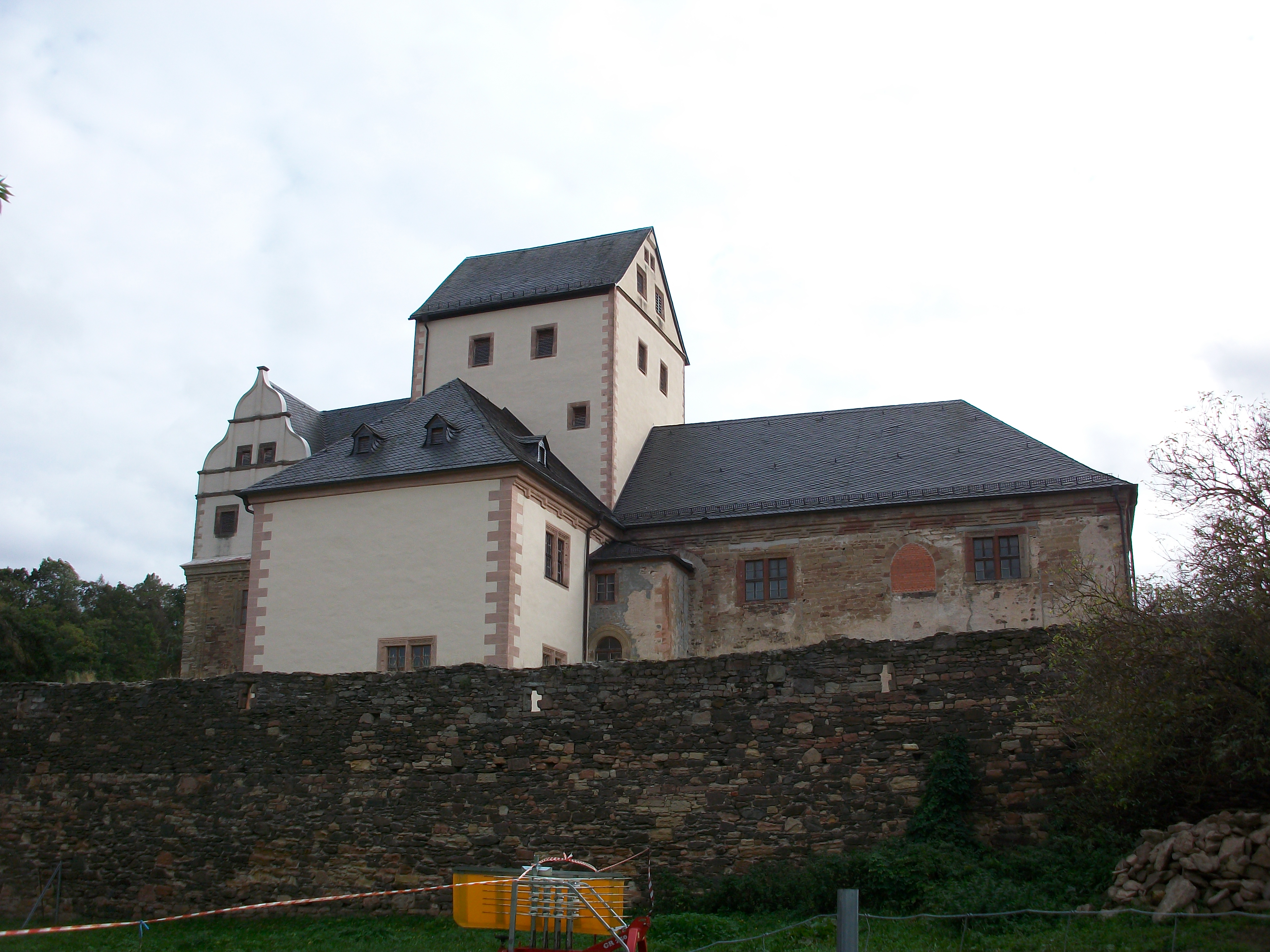
Die zum Schloss umgebaute Klosterkirche
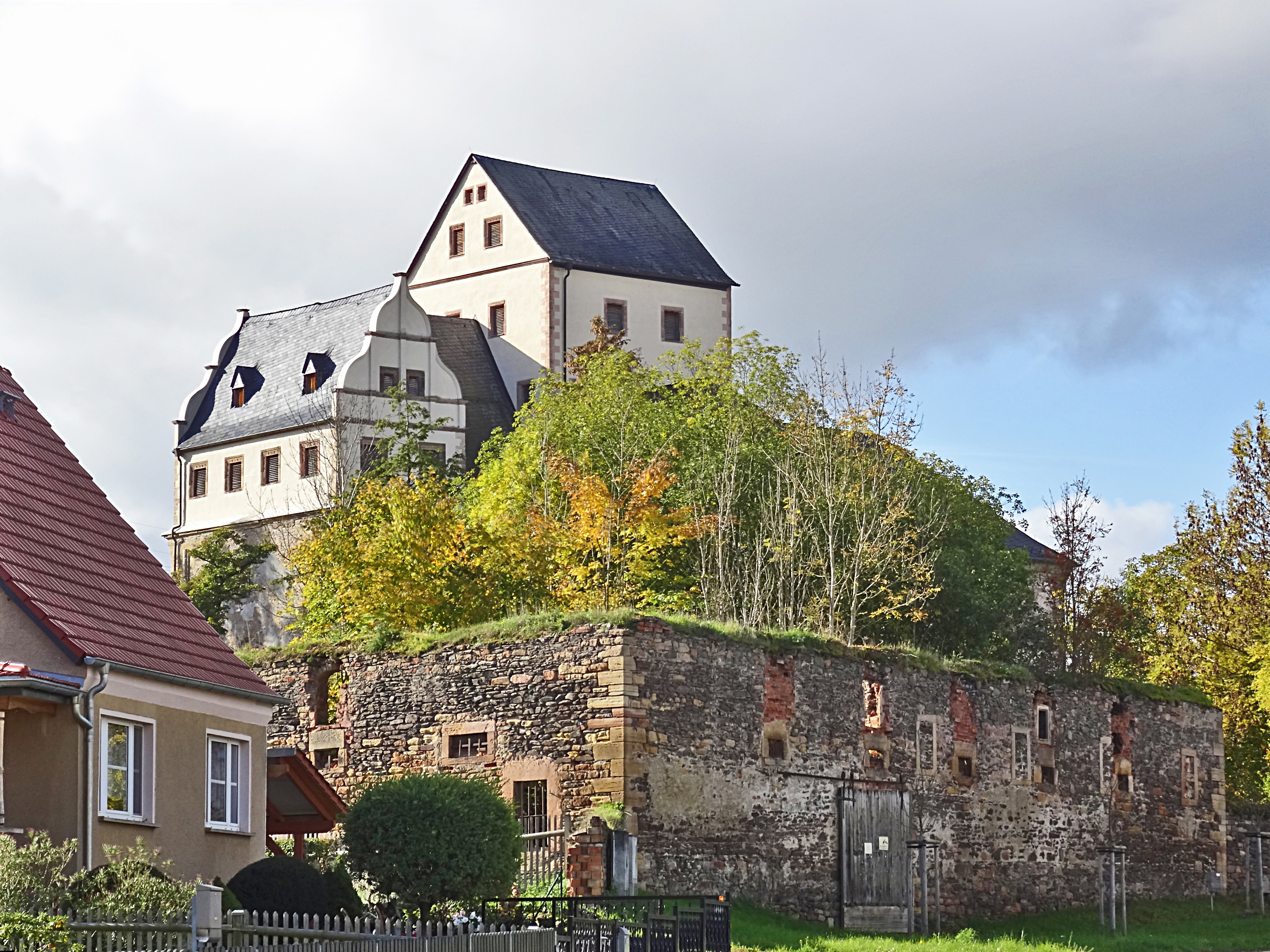
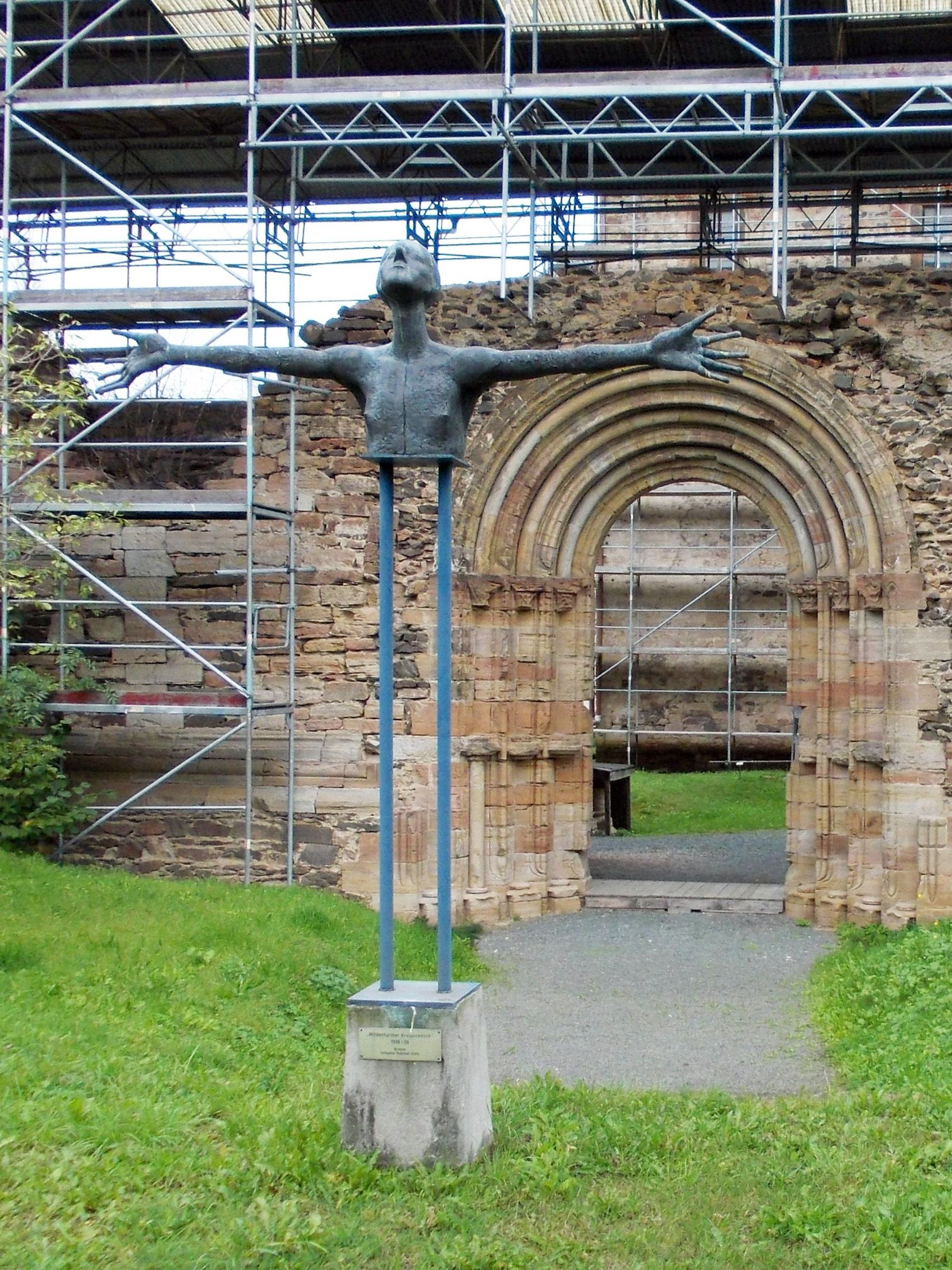
Romanisches Stiftskirchenportal am ehemaligen Seitenschiff
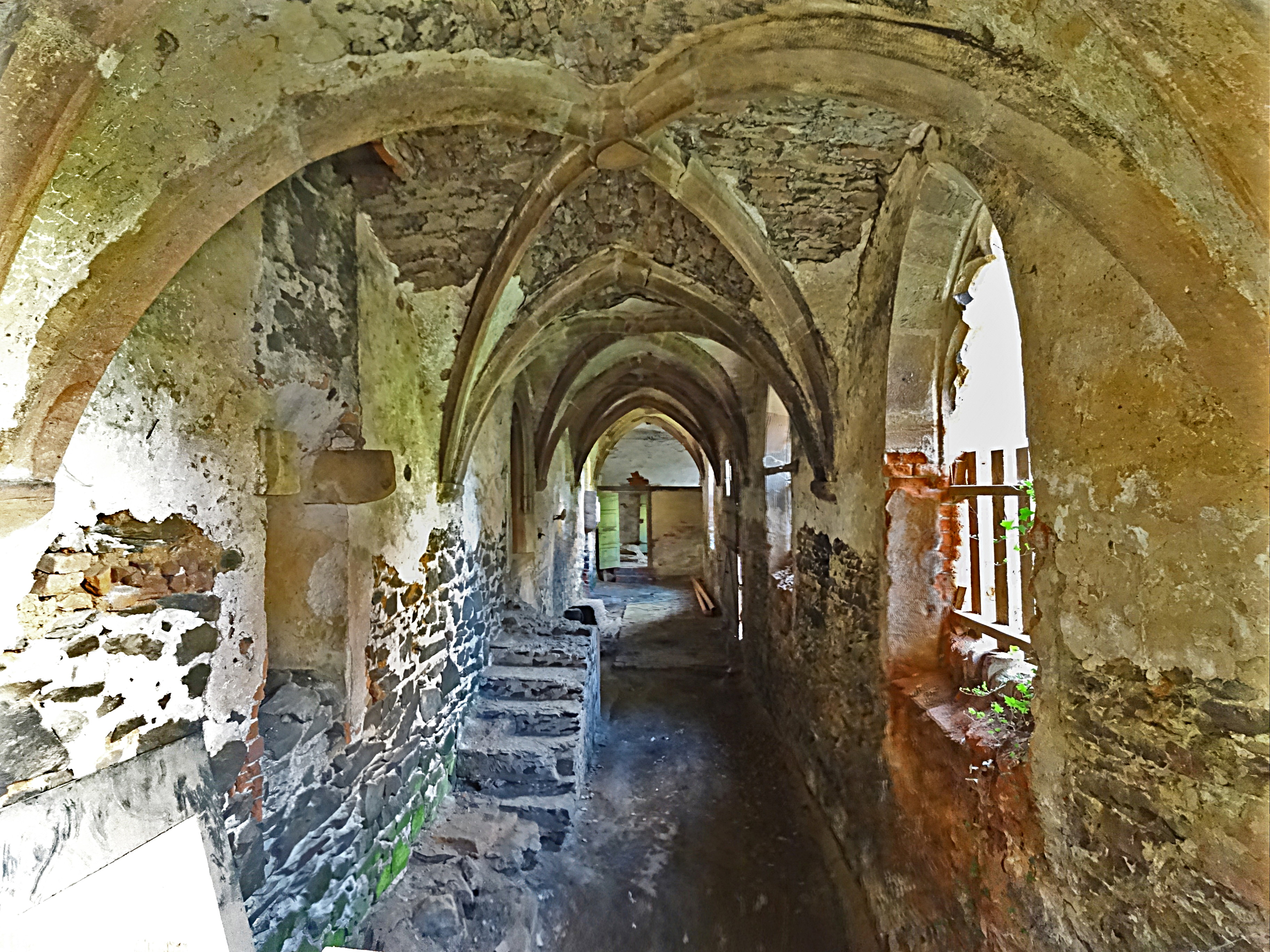
Reste des südlichen Kreuzgangs
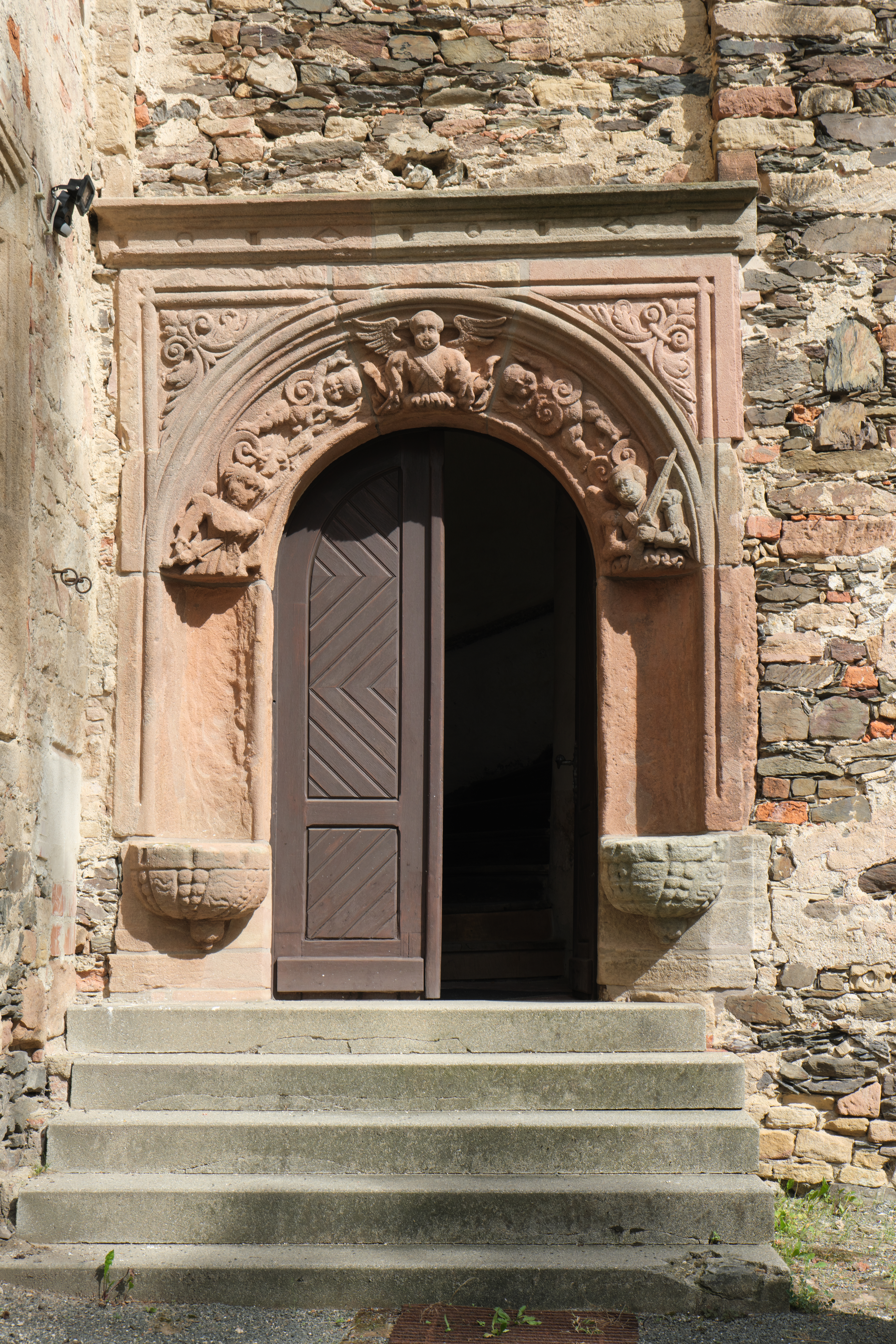
Renaissanceportal